# Hanne Hansen Prisen
Hanne Hansen Prisen er en tegneseriepris, der årligt uddeles af festivalen Art Bubble til personer, der har haft stor betydning for tegneserien i Danmark. I enkelte tilfælde kan prisen også gives til en udenlandsk person, der har gjort en særlig forskel på den danske tegneseriescene. Prisen er opkaldt efter en figur af en af Danmarks mest kendte tegnere gennem tiden, Arne Ungermann. Prisen blev til i samarbejde med Arne Ungermanns datter Line. Prisen er tegneseriernes svar på filmens danske Bodilpris.

## Statuette
Statuetten er designet af den danske tegner og teaterdekoratør Paul Arne Kring.

## Prismodtagere

### 2014
- Thierry Capezzone
- Ingo Milton
- Henrik Rehr[2]

### 2015
- Iben Overgaard
- Per Sanderhage
- Søren Vinterberg
- Hæderspris: Albert Uderzo

### 2016
- Paw Mathiasen
- Marit Nim
- Morten Thorning
- Hæderspris: Mort Walker

### 2017
- Sussi Bech og Frank Madsen
- Peter Madsen
- Christopher Ouzman
- Hæderspris: Mike Mignola

### 2018
- Nikoline Werdelin
- Orla Klausen
- Henning Kure
- Hæderspris: Hermann Huppen[3]

### 2019
- Mårdøn Smet
- Pia Christensen
- Hæderspris: Cosey

### 2020 og 2021
- Ingen uddeling p.gr.a. Covid-19

### 2022
- Karoline Stjernfelt

- Jens Trasborg

### 2023
- Mads Bluhm

- Lars Jakobsen

### 2024
- Frans og Susanne Waldorff

- Pernille Arvedsen